# وادي جان
 وادي جان  اسم وادٍ من أعمال الجنوب في سهل هضبة جعفرآباد، يقع في السهل الجنوبي لضيعة كوخرد، وملاصق لبادية كوخرد الجنوبية، تابعة لناحية كوخرد ( بالفارسية: بخش كوخرد ) من توابع مدينة بستك في محافظة هرمزگان في جنوب إيران. هو وادٍ كبير مشهور في بادية كوخرد الجنوبية، مجراه الأوسط يسمى
« سه چُكي» ومجراه الأعلى المعروف بــ(لاور كالون) ويصب في نهر مهران.

## سبب التسمية
سبب تسمية الوادي بهذا الاسم، هناك مقولة تقول: أن رجلاً كان لديه نخيل في تلك المنطقة وكان دائماً يتردد على نخيله.
روى أنه يظهر له جنية كلما يذهب إلى نخيلة في ذلك الوادي السحيق.
أيضاً قيل أن « الجان » حبسوا ذلك الرجل عندهم فترة من الزمن، ثم أطلقوا سراحه، لذلك سمية الودي بـ(وادي جان)، وأيضاً يسمى الوادي بــ(وادي الكبير). وكذلك يسمى باللهجة المحلية (وادي چُن).

## حدود وادي جان
من ناحية الشمال: يصب في نهر مهران، ومن ناحية الجنوب سد جابر، ثم جبل « جبل بر رجرجو» و«لمبير ملكي» و« سه چُكي» وجبال الجنوب المسمى بــ« جبل زير»، ومن الغرب جعفرآباد (مؤه مهمد)، ومن الشرق تنتهي ب كلكادي.

## المزارع والبساتين
مزارع النخيل على طول الوادي، وآبار عذبة، ولقد أشتهرت الوادي بكثرة مزارع النخيل وثمارها، ويجلب منها في الوقت الحاضر جميع المنتوجات النخيل ومنها:القسب(1)، والخشف(2)، والجرمة(3)، والكرنافة(4)، والجريد(5).
- يقول الحاج محمد بن جعفر في وصف الوادي:

- 1.  القسب:  تمر يابس يتفتت في الفم صلب النواة، وواحدة قسبة.
  2.  الخشف:  التمر اليابس، أو أردءأ التمر أو اليابس السيئ من التمر ويسمى باللهجة المحلية (كُنگي) وهو طعام للمواشي.
  3.  الجرمة:  الجزء المقطوع من شجرة النخيل.
  4.  الكرنافة:  بضم الكاف، واحدة الكرناف، وهو أصول السعف (جريد النخيل أو ورقه) التي تبقى بعد قطعة في جذع النخلة.
  5.  الجريد:  الذي يجرد عنه الخوص، الواحدة جريدة، ولايسمى جريداً مادام عليه الخوص وانما سعفاً.

## وصلات خارجية
- الادارية لمحافظة هرمزگان
- الادارية لمحافظة هرمزگان (بلده كوخرد)